# Novosti Sistematiki Nizaikh Rastenii
Novosti Sistematiki Nizaikh Rastenii (abreviado Novosti Sist. Nizsh. Rast.) es una revista con ilustraciones y descripciones botánicas que es editada en San Petersburgo desde el año 1964 hasta ahora. Fue precedida por Botanicheskie Materialy Otdelia Sporovykh Rastenii Botanicheskogo Intituta Imeni V. L. Komarova Akademii Nauk SSSR.